# Притобольське
Притобо́льське (каз. Притобол) — село у складі району Беїмбета Майліна Костанайської області Казахстану. Входить до складу Новоільїнського сільського округу.
Населення — 130 осіб (2021; 238 у 2009, 292 у 1999, 314 у 1989).
У радянські часи село називалось Притобольський.